# 甲南女子大学短期大学部
甲南女子大学短期大学部（日语：／ Kōnan Joshi Daigaku Tanki Daigakubu *）是过去一所位于日本兵库县神户市东滩区的私立短期大学。前身是甲南女子短期大学（日语：／ Kōnan Joshi Tanki Daigaku *）。

## 概要

### 简介
- 学校最早可以追溯1920年即甲南高等女学校的创立。短期大学为于1955年开办[1]、由学校法人甲南女子学园经营。招生到2000年、停办于2002年[2]。

### 历史
- 1955年 甲南女子短期大学成立并同时设置家政科。
- 1956年 日语科成立。
- 1960年 日语科变更为日文科[注 2]。
- 1974年 英语科成立。
- 1984年 家政科分离为两个专攻、以下列举
  - 生活科学专攻　　
  - 食物营养专攻
- 2000年 最后一年招生、次年停止招生（正式停办于2002年12月19日[2]）

## 学校环境
- 校区：在了兵库县神户市东滩区[注 1]

## 历任校长
- 池田多助：第一代短期大学校长[1]
- 盐原勉：最后短期大学校长[1]

## 组织

### 学科
- 家政科
  - 生活科学专攻　　
  - 食物营养专攻
- 英语科

### 前学科
| - 日文科 |

### 专科
| - 没有 |

### 业余课程
| - 没有 |

## 相关链接
- 日本短期大学列表